# Grifffuß

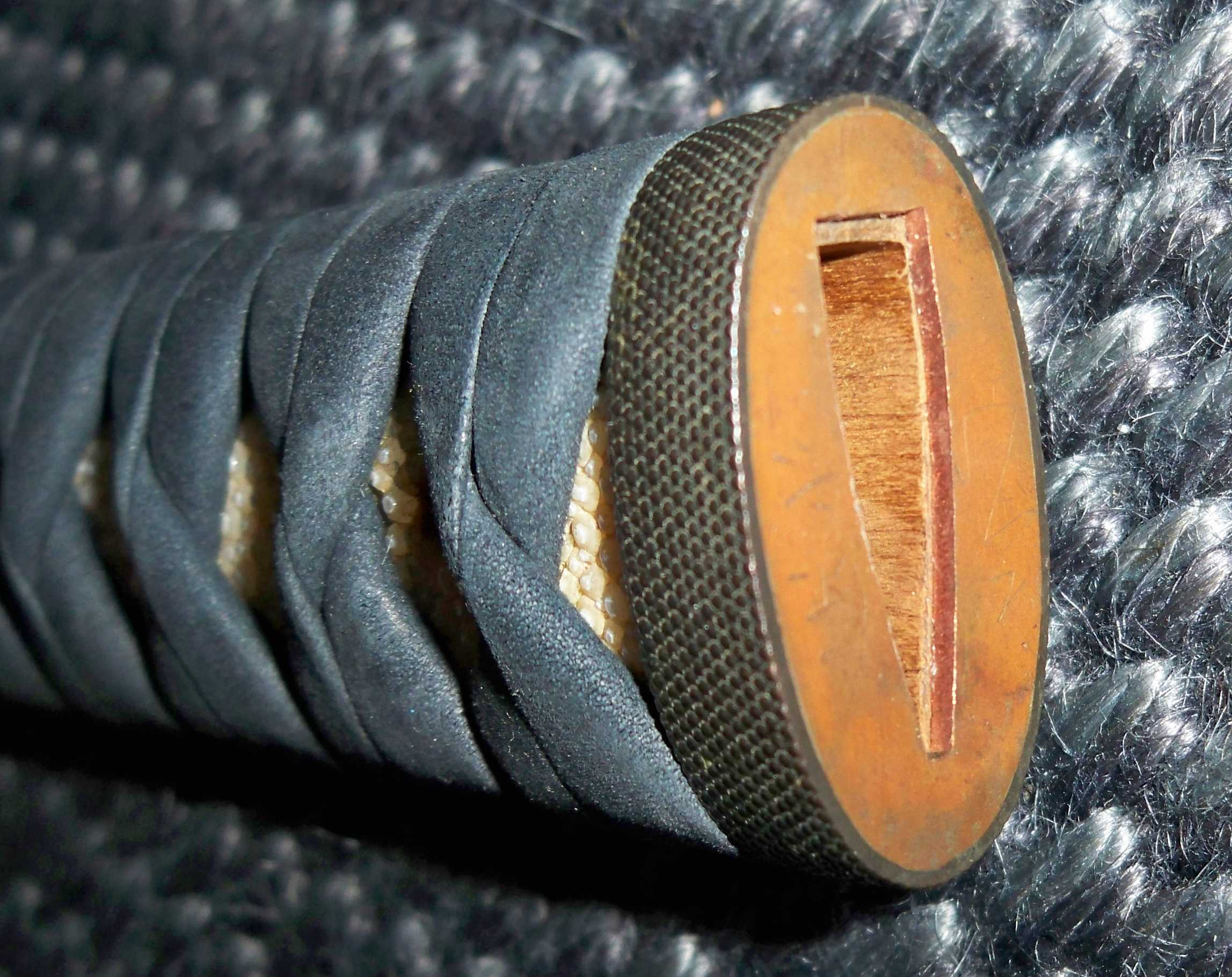
Offener Grifffuß bei einem japanischen Tsuka

In der Blankwaffenkunde ist der Grifffuß das untere Ende eines Blankwaffengriffs. Also die Seite des Griffs, die zur Klinge weist.
Der Grifffuß kann, wie bei dem japanischen Tsuka, Verstärkungsringe und Endplatten haben. Ähnliche Verstärkungen sind auch als Zwinge bekannt.